# كلية الآداب (الجامعة الأردنية)
كلية الآداب في الجامعة الأردنية هي إحدى الكليات الإنسانية التابعة للجامعة الأردنية في عمّان، الأردن. تأسست الكلية مع تأسس الجامعة الأردنية في عام 1962 وهي أول كلية تأسست في تاريخ الجامعة الأردنية وأول كلية جامعية تأسست في الأردن بأكمله.
تتألف الكلية من ثمانية أقسام، هي: اللغة العربية وآدابها، الفلسفة، التاريخ، علم الاجتماع، الجغرافيا، علم النفس، العمل الاجتماعي، والصحافة والإعلام والاتصال الرقمي.

## الموقع
تقع الكلية في منتصف شارع الإنسانية، يحدها من الغرب كلية اللغات ومن الشرق مبنى مجمع الكليات الإنسانية ومن الشمال كراجات الكلية ومركز اللغات ومن الغرب كلية الأعمال. تحتوي الكلية على مختبرين حاسوب ومصلى للطلاب والطالبات، والعديد من القاعات من أشهرهم: قاعة الأستاذ الدكتور عبد الكريم الغرايبة، وقاعة الأستاذ الدكتور ناصر الدين الأسد، وقاعة المؤرخ سليمان الموسى وقاعة الفلسفة.

## التاريخ

### تأسيس الكلية
تأسست الكلية مع تأسس الجامعة، ووصل إلى الجامعة في يوم افتتاح الكلية الملك الحسين بن طلال وموكبه والأمير الحسن بن طلال ورئيس الوزراء الأردني وصفي التل. ألقى كلمة سامية عبر فيها عن فخره برؤية أجمل أحلامه وأغلى أمنياته تتحقق. وكان في استقبالهم رئيس الجامعة ناصر الدين الأسد ورئيس مجلس الأمناء سمير الرفاعي وبقية أعضاء مجلس الأمناء.
بدأ اليوم التدريسي الأول في الكلية في 25 ديسمبر 1965، كان معظم أعضاء هيئة التدريس في ذلك الوقت أساتذة أجانب، وكان عدد الطلاب آنذاك 167 طالبًا، من بينهم 17 طالبة.
في اليوم الأول من التدريس، قرع شخص اسمه سمير اللفتاوي جرس الجامعة. في ذلك الوقت، لم يكن هناك برج ساعة وكان اللفتاوي هو «آذن الجامعة». استقبل الأستاذ ناصر الدين الأسد الطلاب بكلمات أنيقة وبليغة، وألقى المحاضرة الأولى العالم السوري فاخر عاقل في مدرجات الآداب. بدأت الدراسة في ذلك العام على يد أربعة مدرسين، وهم: ناصر الدين الأسد، وعبد الكريم الغرايبة، وفاخر عاقل، وهاشم ياغي. أما بالنسبة للغة الإنجليزية فقد تم تدريسها من قبل الأستاذ بيلي (من المجلس الثقافي البريطاني) وشِل (من مكتب المعلومات الأمريكي).

### عمداء الكلية
هذه قائمة بعمداء الكلية منذ تأسيسها.
| #  | اسم العميد                           | سنة استلام المنصب | سنة الانتهاء من المنصب |
| -- | ------------------------------------ | ----------------- | ---------------------- |
| 1  | ناصر الدين الأسد                     | 1962              | 1966                   |
| 2  | عبد الكريم الغرايبة (الفترة الأولى)  | 1966              | 1968                   |
| 3  | محمود السمرة (الفترة الأولى)         | 1968              | 1973                   |
| 2  | عبد الكريم الغرايبة (الفترة الثانية) | 1973              | 1979                   |
| 4  | فهمي جدعان                           | 1979              | 1980                   |
| 5  | محمود إبراهيم                        | 1980              | 1983                   |
| 3  | محمود السمرة (الفترة الثانية)        | 1983              | 1984                   |
| 2  | عبد الكريم الغرايبة (الفترة الثالثة) | 1984              | 1989                   |
| 6  | حسين عطوان                           | 1989              | 1991                   |
| 7  | أحمد ماضي                            | 1991              | 1993                   |
| 8  | محمد عصفور (الفترة الأولى)           | 1993              | 1994                   |
| 9  | محمد خير ياسين                       | 1994              | 1995                   |
| 10 | عبد الرحمن شاهين                     | 1995              | 1998                   |
| 8  | محمد عصفور (الفترة الثانية)          | 1989              | 2000                   |
| 11 | صالح السلمان                         | 2000              | 2002                   |
| 12 | رجائي الخانجي                        | 2002              | 2006                   |
| 13 | أحمد مجدوبة                          | 2006              | 2008                   |
| 14 | سلامة نعيمات                         | 2008              | 2009                   |
| 15 | نهاد الموسى                          | 2009              | 2010                   |
| 16 | مجدالدين خمش                         | 2010              | 2011                   |
| 17 | عبدالله العنبر                       | 2011              | 2012                   |
| 18 | كايد أبو صبحة                        | 2012              | 2013                   |
| 19 | عباطة ظاهر                           | 2013              | 2016                   |
| 20 | غيداء خزنة كاتبي                     | 2016              | 2017                   |
| 21 | محمد القضاة                          | 2017              | لغاية الآن             |

## الأقسام الأكاديمية

### قسم اللغة العربية وآدابها
أُسس القسم عام 1962م، وهو عام تأسيس الجامعة الأردنية. يطرح القسم أربعة برامج أكاديمية، هي:
- بكالوريوس اللغة العربية وآدابها
- ماجستير اللغة العربية وآدابها
- ماجستير تعليم اللغة العربية للناطقين بغيرها
- دكتوراة اللغة العربية وآدابها

### قسم الفلسفة
أُسس عام 1962 كجزء من قسم علم الاجتماع والفلسفة. وفي عام 1976 انفصل القسم عن علم الاجتماع وأصبح قسماً مستقلاً. يطرح القسم ثلاثة برامج أكاديمية هي:
- البكالوريوس في الفلسفة: تأسس عام 2000.
- الماجستير في الفلسفة: تأسس عام 1982.
- الدكتوراة في الفلسفة: تأسس عام 2006.

### قسم التاريخ
تأسس قسم التاريخ في الجامعة الأردنية عام 1962 كجزء من كلية الآداب. وفي عام 1977، تم فصل قسم الآثار ليصبح قسماً مستقلاً عن قسم التاريخ. في عام 1994، تم إعادة هيكلة الكليات لتشمل كلية العلوم الاجتماعية والإنسانية، وأصبح قسم التاريخ جزءًا من تلك الكلية. وفي عام 2008، تم إعادة هيكلة كلية الآداب لتشمل سبعة أقسام، كان قسم التاريخ من بينها. يقدم القسم برامج أكاديمية على ثلاثة مستويات:
- البكالوريوس في التاريخ: تأسس عام 1962.
- الماجستير في التاريخ: تأسس عام 1982.
- الدكتوراة في التاريخ: تأسس عام 1982.

### قسم علم الاجتماع
قسم علم الاجتماع في الجامعة الأردنية هو أحد الأقسام الرئيسية في كلية الآداب، وتأسس مع تأسيس الكلية عام 1962. يُعد هذا القسم أقدم قسم يدرس علم الاجتماع في الجامعات الأردنية. يقدم القسم برامج أكاديمية على ثلاثة مستويات:
- البكالوريوس في علم الاجتماع: تأسس عام 1962.
- الماجستير في علم الاجتماع: تأسس عام 1992.
- الدكتوراه في علم الاجتماع: تأسس عام 2000.

### قسم الجغرافيا
تأسس قسم الجغرافيا في الجامعة الأردنية في العام الدراسي 1962/1963، ويعد من الأقسام الرائدة في مجال الجغرافيا على مستوى الجامعات الأردنية. يقدم القسم برامج أكاديمية على ثلاثة مستويات:
- البكالوريوس في الجغرافيا: تأسس عام 1962.
- الماجستير في الجغرافيا: تأسس عام 1982.
- الدكتوراه في الجغرافيا: تأسس عام 1997.

### قسم علم النفس
تأسس قسم علم النفس في الجامعة الأردنية عام 1962 كجزء من كلية العلوم التربوية، ثم تم نقله إلى كلية الآداب في عام 1993، قبل أن ينتقل إلى كلية العلوم الاجتماعية في عام 1997، ليعود إلى كلية الآداب في عام 2008. يقدم القسم برامج أكاديمية على ثلاثة مستويات:
- البكالوريوس في علم النفس: تأسس عام 1962.
- الماجستير في علم النفس: بدأ في عام 1997، ويشمل مسارين داخليين هما: مسار علم النفس الإكلينيكي ومسار علم النفس الاجتماعي/ التنظيمي

### قسم العمل الاجتماعي
تأسس قسم العمل الاجتماعي في الجامعة الأردنية في عام 1998، استجابة للتغيرات العميقة التي شهدها الأردن في المجالات الاجتماعية والاقتصادية والديموغرافية، قامت الجامعة بتطوير برنامج العمل الاجتماعي ليشمل درجتي البكالوريوس والماجستير في هذا المجال، من خلال قسم العمل الاجتماعي.
- البكالوريوس في العمل الاجتماعي: تأسس عام 2007.
- ماجستير في العمل الاجتماعي: تأسس عام 2014.

### قسم الصحافة والإعلام والاتصال الرقمي
استحدث القسم في عام 2023، لمواكبة التطورات في مجال الاتصال الرقمي.
يقدم القسم برنامج الماجستير في الاتصال الرقمي.